# منتخب ليبيريا لكرة القدم
منتخب ليبيريا لكرة القدم ملقب بالنجوم الوحيدة وهو المنتخب الوطني في ليبيريا ويديره اتحاد ليبيريا لكرة القدم . على الرغم من تتويج الليبيري جورج وياه أفضل لاعب في العالم سنة 1995 إلا أنه لم يسبق له التأهل إلى بطولة كأس العالم . يعتبر وياه عراب المنتخب الليبيري ليس بسبب أنه كان لاعبا ومدربا له في وقت من الأوقات ولكن بسبب أنه يمول نشاطاته .
تأهلت ليبيريا مرتين إلى كأس الأمم الأفريقية في 1996 و2002 .

## وصلات خارجية
- قائمة بيانات المنتخب من الموقع الرسمي للفيفا باللغة العربية

Error: Invalid line "[[جوزيه جونسون|Johnson]][[تصنيف:صفحات بها وصلات إنترويكي]] [[:en:Josiah Johnson|<sup class=reference title="Josiah Johnson">[الإنجليزية]</sup>]] from=xxxx to=xx" at قالب:مدربو منتخب ليبيريا لكرة القدم